# Retinitis pigmentosa
A retinitis pigmentosa (RP) örökletes betegség, melynek kezdeti tünetei hasonlóak az A-vitamin hiánya által okozott farkasvakság szimptómáihoz. Ha nem örökletes betegség mutat hasonló tüneteket, pszeudoretinitisről van szó, ami mérgezésre vezethető vissza. A holland Frans Donders 1855-ben adta a betegségnek a retinitis pigmentosa nevet, de mivel valójában nem gyulladásról van szó, helyesebb a retinopathia pigmentosa elnevezés; a hazai orvosi terminológiában és szakirodalomban degeneratio pigmentosa retinae (DPR) néven is szerepel. Állatoknál progresszív retina-atrófia néven hivatkoznak rá.

## Elterjedtsége
Ismert eseteinek előfordulási aránya alapján 3–7 ezer ember közül 1 érintett. Az RP-ben szenvedők számát világszerte kb. 3 millióra becsülik, de mivel a lassan progrediáló betegséget sok esetben nem ismerik fel, ez a szám nagyobb lehet.

## Tünetei, lefolyása
Az RP tipikus tünetei:
- farkasvakság
- csőlátás (a látótér beszűkülése)

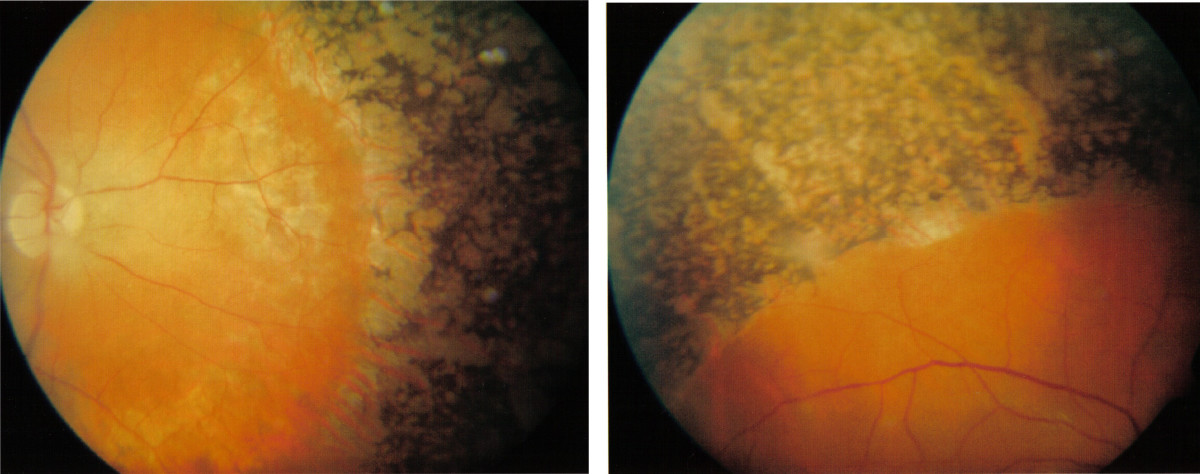
Retinopathia pigmentosás szemfenék Refsum-szindrómás betegnél

- a szem nehéz alkalmazkodása eltérő fényviszonyokhoz
- fényérzékenység
- kontrasztlátás zavara
- színlátás romlása
- a látás gyengülése, állandó romlása, végül vakság

Első tünetei fiatal- vagy középkorban jelentkeznek. A betegség lassan progrediál, évtizedeken át folyamatosan halad előre. Rendszerint először a pálcikák pusztulnak, ezzel farkasvakság alakul ki, és a látásélesség is romlik. Ezután a látótér lassanként elkezd beszűkülni, végül a beteg megvakul, de már korábban is szüksége lehet a vakok és gyengénlátók által használt segédeszközökre (pl. fehér botra). Az időbeli lefutás a betegséget okozó mutációtól függően változó.
A fényreceptorok elhalása kívülről befelé halad. Donders a szemfenéken megjelenő csonttestszerű pigmentlerakódásokat és érszűkületeket írt le, erről kapta nevét a betegség. Ezek azonban már az elhalás kezdete után jelennek meg.

## Genetikája
Több mint 45 gént azonosítottak, amelyek sérülése RP-t okozhat, ám a betegségben érintett géneknek eddig csak kb. a felét ismerjük. Ezek monogénes öröklésmenetet követnek, azaz egyetlen gén hibája miatt már kialakul a betegség. Ismertek domináns, recesszív és nemhez kötött öröklésmenetű sérült allélok is.

## Társult szindrómák
A betegek kb. negyede más szindróma tüneteitől is szenved. Ekkor a szemen kívül más szervek is megbetegszenek. Gyakran kapcsolódik hozzá hallászavar, izomgyengeség, bénulás, szívritmuszavar, értelmi károsodás. Ezeknek is genetikai okai vannak. A legismertebbek:
- Usher-szindróma
- Bardet–Biedl-szindróma
- Refsum-szindróma
- NBIA-szindróma
- Alport-szindróma
- Saldino–Mainzer-szindróma

További kísérőtünetek lehetnek:
- szürkehályog
- mészlerakódás a látóidegben
- rövidlátás
- keratokónusz
- érbetegség[5]

Ez utóbbi két társbetegség viszonylag ritka.

## Felismerése és kezelése
Elektroretinogrammal a betegség már kisgyermekkorban felismerhető. További lehetőség a szürkületi látás tesztelése szemészeti vizsgálat keretében. Szindrómák esetén további tünetek is jelentkeznek, pl. hallásvesztés, vagy a vér diagnosztikai értékeinek változása. A gén DNS-elemzéssel határozható meg. A DNS-chip és protein-chip gyorsabb meghatározást tesz lehetővé.
A betegség gyógyíthatatlan, és az évek során egyre súlyosbodik. A kezelések csak lassítani, késleltetni tudják a rosszabbodását. Az esetek felében a szemlencse is elhomályosul, szürkehályog keletkezik, ám az ekkor alkalmazott műtét is csak ideiglenes javulást hoz.
Az A-vitamin lassítja az RP progresszióját. Az antivaszkuláris endothélium növekedési faktor is segíthet a betegség rosszabbodásának késleltetésében. Egy tudományos cikk a magas nyomású oxigénterápia jótékony hatását mutatja. A megmaradt látás napszemüveggel óvható.
Kivételt képeznek bizonyos speciális esetek, így a Refsum-szindróma, amely megállítható speciális diétával, amit szükség esetén lipidaferézis egészít ki.
Kísérletek folynak az őssejt- és a génterápiára, melynek során a beteg allélt egészségesre cserélik, vagy őssejteket telepítenek a retinába.
A retina pótlására már létezik egy eszköz, amivel újra lehetségessé válhat a látás.

## Fordítás
Ez a szócikk részben vagy egészben  a   Retinopathia pigmentosa című német Wikipédia-szócikk fordításán alapul.  Az eredeti cikk szerkesztőit annak laptörténete sorolja fel. Ez a jelzés csupán a megfogalmazás eredetét és a szerzői jogokat jelzi, nem szolgál a cikkben szereplő információk forrásmegjelöléseként.